# The Everly Brothers
The Everly Brothers — Isaac Donald „Don“ Everly (1. února 1937 – 21. srpna 2021, Nashville) a Phillip „Phil“ Everly (19. ledna 1939 – 3. ledna 2014) byli americké rock and rollové duo. Skupinu tvořili bratři Don a Phil Everly. Skupina byla uvedena do Rockabilly Hall of Fame, v roce 1986 do Rock and Roll Hall of Fame a v roce 2001 do Country Music Hall of Fame and Museum.

## Rodina a vzdělání
Don se narodil v Brownie, v okrese Muhlenberg v Kentucky, 1. února 1937, a Phil v Chicagu v Illinois 19. ledna 1939. Jejich rodiči byli Isaac Milford „Ike“ Everly, Jr. (1908–1975), kytarista , a Margaret Embry Everly. Herec James Best (narozený Jules Guy), také z kraje Muhlenberg, byl synem Ikeovy sestry. Margaret měla 15 let, když se provdala za Ikea, který měl 26. Ike pracoval v uhelných dolech od věku 14 let, ale jeho otec ho povzbuzoval k tomu, aby se snažil milovat hudbu. Ike a Margaret začali zpívat spolu. Bratři Everly trávili většinu svého dětství v Shenandoah v Iowě. Oni navštěvovali Longfellowu základní školu ve Waterloo, Iowa, na rok, ale pak se odstěhovali do Shenandoah v roce 1944, kde zůstali až po střední školu.
Ike Everly se v Shenandoahu v polovině čtyřicátých let prezentovali na KMA a KFNF, nejprve se svou ženou a potom se svými syny. Bratři zpívali v rádiu jako „Little Donnie a Baby Boy Phil“. Rodina zpívala jako Everly Family. Ike, s kytaristy Merle Travisem, Mose Ragerem a Kennedym Jonesem, byl v roce 1992 oceněn výstavbou Fontány čtyř legend v Drakesboru v Kentucky.
Rodina se přestěhovala do Knoxville, Tennessee, v roce 1953, kde se bratři navštěvovali západní střední školu. V roce 1955 se rodina přestěhovala do Madisonu v Tennessee, zatímco bratři se přestěhovali do Nashvillu v Tennessee. Don absolvoval vysokou školu v roce 1955 a Phil se zúčastnil Demonstrační školy Peabody v Nashvillu, kde absolvoval v roce 1957. Oba se nyní mohli soustředit na nahrávání.

## Diskografie

### Studiová alba
- The Everly Brothers (1958)
- Songs Our Daddy Taught Us (1959)
- It's Everly Time (1960)
- A Date with the Everly Brothers (1961)
- Both Sides of an Evening (1961)
- Instant Party! (1962)
- Christmas with the Everly Brothers (1962)
- The Everly Brothers Sing Great Country Hits (1963)
- Gone, Gone, Gone (1964)
- Rock'n Soul (1965)
- Beat & Soul (1965)
- In Our Image (1966)
- Two Yanks in England (1966)
- The Hit Sound of the Everly Brothers (1967)
- The Everly Brothers Sing (1967)
- Roots (1968)
- Stories We Could Tell (1972)
- Pass the Chicken & Listen (1973)
- EB 84 (1984)
- Born Yesterday (1986)
- Some Hearts (1989)

### Koncertní alba
- Everly Brothers Show (1970)
- The Everly Brothers Reunion Concert (1983)
- Everly Brothers Live (1996)
- The Everly Brothers Live in Paris 1963 (1997)

### Kompilace
- The New Album (1977)
- Too Good to Be True (2005)
- Give Me a Future (2005)